# Psophodes leucogaster
Psophodes leucogaster — вид горобцеподібних птахів родини Psophodidae.

## Таксономія
Традиційно вважався підвидом батіжника вусатого (Psophodes nigrogularis). У 2017 році таксон виокремлений у власний вид на основі порівняння послідовностей мітохондріальної ДНК.

## Поширення
Ендемік Австралії. Вид поширений на півдні материка.

## Спосіб життя
Наземний птах, літає рідко та неохоче. Активний вдень. Трапляється поодинці або парами, рідше невеликими зграйками. Живиться комахами, на яких полює на землі, рідше насінням та ягодами. 

## Підвиди
У виді виділяють два підвиди:
- P. l. leucogaster Howe & Ross, JA, 1933 – південь Австралії
- P. l. lashmari Mason, IJ & Schodde, 1991 – острів Кенгуру